# Batrachorhina simillima
Batrachorhina simillima là một loài bọ cánh cứng trong họ Cerambycidae.